# اگیواس تئودوروز، نیکوزیا
اگیواس تئودوروز، نیکوزیا (به لاتین: Agios Theodoros, Nicosia) یک منطقهٔ مسکونی در قبرس است که در ناحیه نیکوزیا واقع شده‌است.

## خصوصیات
اگیواس تئودوروز ۶۷ نفر جمعیت دارد.